# Эверетт (Вашингтон)
Э́веретт (англ. Everett) — город в штате Вашингтон, административный центр округа Снохомиш и самый крупный город округа.

## История
4 мая 1893 года сюда пришла железная дорога Great Northern Railway (U.S.), эта дата и считается моментом рождения города.
В 2002 году город получил приз All-America City Award.
В 1984 году Эверетт был выбран местом размещения современной военно-морской базы. Строительство базы Эверетт было завершено в 1992 году. База является одним из мест базирования судов третьего флота ВМС США. 3 сентября 1994 года на базу прибыли первые военные фрегаты Ingraham и Ford. В период с 1995 по 1998 год на военно-морской базе находился авианосец «Авраам Линкольн».

## Экономика
В городе Эверетт находится сборочное производство компании Boeing. Здание цеха, в котором собираются самолёты Boeing 747, 767, 777 и 787 имеет рекордный объём — 13,3 млн кубометров.
На 1975 год в городе имелись предприятия деревообрабатывающей промышленности.

## Транспорт
В Эверетте начинается скоростная автодорога US 2, идущая на восток. Через город проходит магистраль I-5, идущая от северной (с Канадой) до южной (с Мексикой) границы США. 

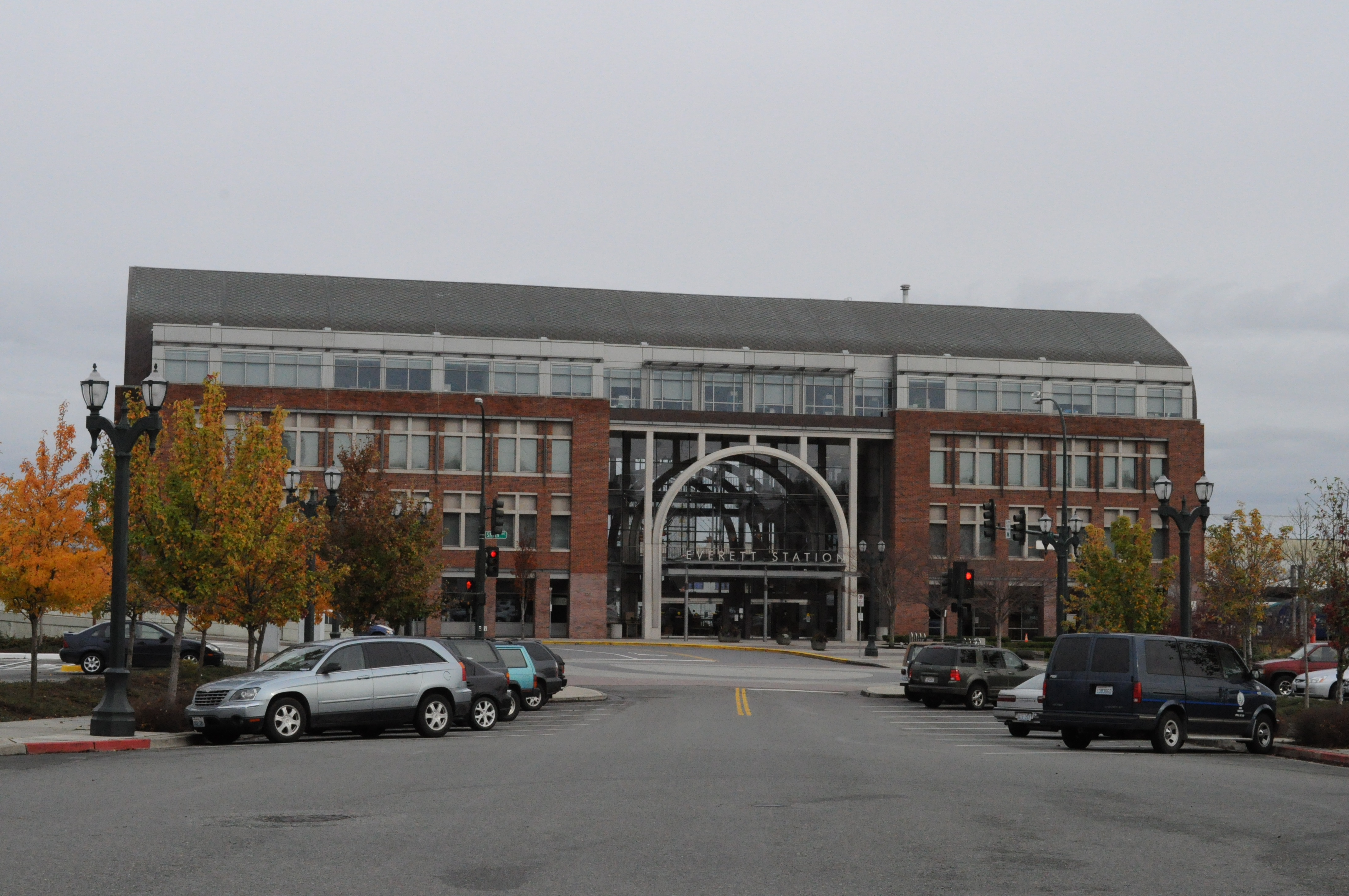
Станция Эверетт

Станция Эверетт обслуживает одновременно пассажирские поезда (сеть компании BNSF Railway) и междугородное автобусное сообщение.
Аэропорт Пейн-Филд используется несколькими авиакомпаниями США, а также обслуживает грузовые перевозки и испытательные полёты авиакомпании Боинг.

## Города-побратимы
- Ивакуни (яп. 岩国市), Япония
- Слайго (англ. Sligo), Ирландия
- Советская Гавань, Россия